# پائول گرهارت
پائول گرهارت (آلمانی: Paul Gerhardt؛ ‏ تلفظ آلمانی: [ˈɡe:ɐ̯haʁt]؛ ‏ ۱۲ مارس ۱۶۰۷ – ۲۷ مهٔ ۱۶۷۶) شاعر، متخصص الهیات و کشیش لوتری و نویسنده سرودهای روحانی اهل آلمان بود.
او در سال ۱۶۲۸ به دانشگاه هاله-ویتنبرگ رفت و حوالی سال ۱۶۴۲ فارغ‌التحصیل شد. وی مدتی سرکشیش شهر میتنوالده و همچنین شَمّاس کلیسای سنت نیکلاس بود. پائول گرهارت تعداد فراوانی شعر و نغمه مذهبی سروده‌است که یوهان سباستیان باخ از برخی از آنها در آثارش استفاده کرده‌است.